# Буравков Георгій Анатолійович
Буравков Георгій Анатолійович (27 лютого 1957, Узин, Київська область, Українська РСР, СРСР) — український державний і політичний діяч, міський голова Житомира у 2002—2006 роках, бізнесмен.

## Біографія
Народився 27 лютого 1957 в місті Узин Київської області в сім'ї військовослужбовця. У 1974 році закінчив Озернянську середню школу Житомирського району. У 1975–1977 роках проходив військову службу в повітряно-десантних військах спеціального призначення. Занесений до Книги Пошани військової частини. З 1978 по 1984 рік навчався у Вінницькому політехнічному інституті за спеціальністю інженер-будівельник. У 2003 році закінчив Житомирський державний технологічний університет за спеціальністю облік та аудит.

## Професійна діяльність
- З 1984 по 1987 рік — інженер будівельно-монтажного управління міста Житомира.
- З листопада 1987 по вересень 1988 року працював у Житомирському міськвиконкомі інструктором відділу комплексного економічного та соціального розвитку.
- З жовтня 1988 по 1990 рік — заступник голови науково-виробничого кооперативу «Юнон».
- З вересня 1990 по травень 1995 року — директор, потім генеральний директор міжгалузевого науково-виробничого об'єднання «Телесинтез».
- З травня 1995 по грудень 2001 року — директор, президент ТОВ «Інтерстиль».
- З грудня 2001 року — перший віце-президент Української асоціації меблевиків.
- У 2002 році обраний депутатом Житомирської обласної ради.
- У 2002 році обраний міським головою Житомира.
- 3 2002 року по 2006 рік — Житомирський міський голова.
- В 2004 році обраний дійсним членом Академії будівництва України.

## Нагороди
- Лауреат Всеукраїнської програми «Лідери регіонів» (2002);
- Відзнака МВС України «За бездоганну службу» І ступеня (2003);
- Орден «За заслуги перед містом» II ступеня (2006).

## Сімейний стан
- Одружений. Дружина — Буравкова Жанна Феліксівна, 1969 р.н.
- Донька — Буравкова Валерія Георгіївна, 1982 р.н.
- Син — Буравков Михайло Георгійович, 1990 р.н.
- Донька — Буравкова Анастасія Георгіївна, 1992 р.н.
- Донька — Буравкова Єлизавета Георгіївна, 1998 р.н.

## Цікаві моменти біографії
В листопаді 2006 року прокуратура Житомирської області порушила кримінальну справу проти Буравкова Георгія Анатолійовича. Колишнього мера звинувачували у розкраданні бюджетних коштів на шість мільйонів доларів. З 1995 по 2003 рік комерційні структури, пов'язані з паном Георгієм Буравковим, заборгували державі шість мільйонів доларів з кредиту Європейського банку реконструкції та розвитку, наданого Україні під гарантії Уряду..
У кримінальному провадженні щодо екс-мера Житомира Георгія Буравкова 18 і 30 вересня 2013 року були винесені остаточні судові рішення про незаконність його затримання та необ'єктивності досудового слідства. Крім того, постановою Корольовського райсуду Житомира від 18 вересня слідчий і прокурор прокуратури Житомирської області були відсторонені від кримінального провадження через «обставин, що викликають обґрунтовані сумніви в їх неупередженості».
У 2019 році звинуватив команду Порошенко, та особисто Павла Жибрівського у фальсифікаціях місцевих виборів міського голови міста Житомира 2006 року та його політичному переслідуванні, після чого надав ЗМІ підтверджуючі документи: "Заяву голови міської територіальної виборчої комісії [Архівовано 1 квітня 2019 у Wayback Machine.] ", "Ухвалу Корольовського районного суду м.Житомира [Архівовано 1 квітня 2019 у Wayback Machine.] " та "Ревізію бюджетів на території Житомирської обл. за 2007-2009 роки [Архівовано 1 квітня 2019 у Wayback Machine.]".